# Margaret Hunnewell
Margaret Hunnewell, née le 21 mai 1878 et morte le 5 avril 1967, est une joueuse de tennis américaine du début du XXe siècle.
En 1900, elle a remporté l'US Women's National Championship en double mixte, associée à Alfred Codman.

## Palmarès (partiel)

### Titre en double mixte
| No | Date       | Nom et lieu du tournoi                 | Catégorie | Surface      | Partenaire    | Finalistes              | Score          |          |
| -- | ---------- | -------------------------------------- | --------- | ------------ | ------------- | ----------------------- | -------------- | -------- |
| 1  | 19-06-1900 | US National Championships Philadelphie | G. Chelem | Gazon (ext.) | Alfred Codman | T. Shaw George Atkinson | 11-9, 6-3, 6-1 | Parcours |

## Parcours en Grand Chelem (partiel)
Si l’expression « Grand Chelem » désigne classiquement les quatre tournois les plus importants de l’histoire du tennis, elle n'est utilisée pour la première fois qu'en 1933, et n'acquiert la plénitude de son sens que peu à peu à partir des années 1950.

### En simple dames
| Année | - | - | Championnat de France | Championnat de France | Wimbledon | Wimbledon | US National   | US National |
| 1900  | - | - | -                     | -                     | -         | -         | 1/4 de finale | Maud Banks  |

À droite du résultat, l’ultime adversaire.

### En double dames
| Année | - | - | Championnat de France | Championnat de France | Wimbledon | Wimbledon | US National             | US National              |
| 1900  | - | - | -                     | -                     | -         | -         | 1/2 finale M. Champlain | H. Champlin Edith Parker |

Sous le résultat, la partenaire ; à droite, l’ultime équipe adverse.

### En double mixte
| Année | - | - | Championnat de France | Championnat de France | Wimbledon | Wimbledon | US National            | US National         |
| 1900  | - | - | -                     | -                     | -         | -         | Victoire Alfred Codman | T. Shaw G. Atkinson |

Sous le résultat, le partenaire ; à droite, l’ultime équipe adverse.